# Doorlopend krediet
Doorlopend krediet is een lening waarbij met de kredietnemer een bedrag wordt afgesproken tot waar deze naar behoefte geld kan opnemen. Dit wordt ook wel de kredietlimiet genoemd. Deze wordt bepaald naar aanleiding van je inkomen en financiële situatie. De rente bij een doorlopend krediet wordt berekend over het opgenomen bedrag. Bovendien is tussentijds opnemen mogelijk. Tot slot geldt er dat je een aflossing weer opnieuw kunt lenen. 
De theoretische looptijd en rente worden in de leenovereenkomst vastgelegd, maar zijn gedurende de looptijd aan wijziging onderhevig. Het verloop van de lening staat dan ook niet vast.
De rentevergoeding die voor een doorlopend krediet in rekening wordt gebracht is meestal hoger dan die bij een hypothecaire lening (wegens het ontbreken van een zekerheidsrecht) en een persoonlijke lening (wegens het renterisico). 
De aflossing vindt meestal plaats door een maandtermijn te berekenen als percentage van de kredietlimiet (vaak 2%), of van het openstaand saldo. Kenmerkend voor een doorlopend krediet is dat de lener tijdens de looptijd zonder boete extra mag aflossen, waardoor de looptijd wordt verkort.

## Nederland
Bij iedere aanvraag voor consumptief krediet in Nederland kan door de kredietverstrekker bij het BKR worden getoetst wat de leenhistorie van de aanvrager is. Deze BKR-toetsing is een belangrijke factor in het acceptatieproces.

## Banken
Doorlopende krediet vormen de voornaamste bron van inkomsten van banken, aangezien de meerderheid van leners het doorlopend krediet nooit helemaal aflost. Leners blijven doorbetalen doordat de mogelijkheid bestaat om terugkerend van het afgeloste geld weer te lenen. Door de rente op het resterend bedrag levert een doorlopend krediet de bank in de praktijk vaak een meervoud van het oorspronkelijke leenbedrag.
Er zijn ook banken die om deze reden de persoonlijke lening niet meer aanbieden.